# 战略轰炸机

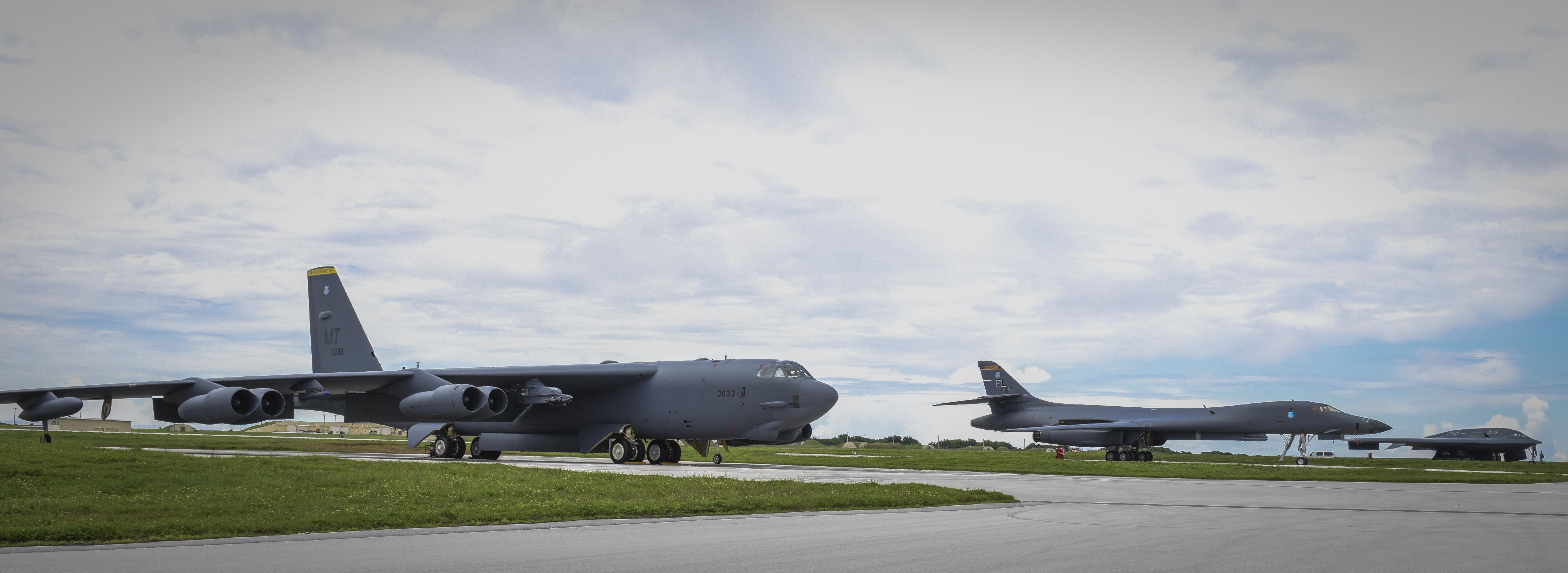
美國的B-52H同溫層堡壘戰略轟炸機、B-1B槍騎兵戰略轟炸機與B-2幽靈戰略轟炸機

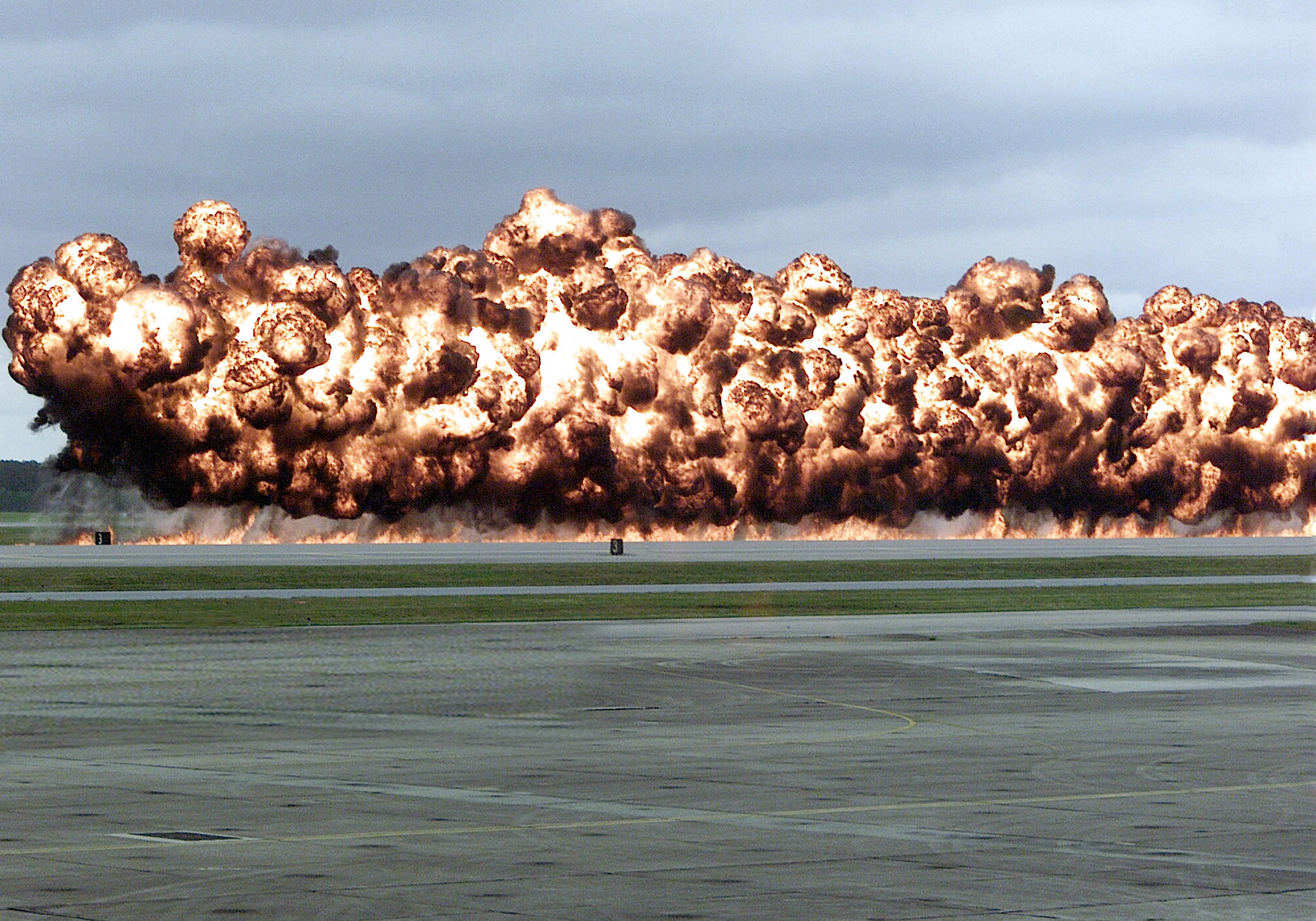
戰略轟炸機使用燃料空氣炸彈進行空襲

戰略轟炸機（英語：strategic bomber）是轟炸機的一種，從高空對地面進行遠程投彈的大型軍用飛機。與戰術轟炸機被用於對某個交戰區内的軍隊和軍事設備轟炸不同，戰略轟炸機的用途是執行遠程轟炸和戰略轟炸，運載長射程、高威力的空對地飛彈或核武器，對敵方心臟地區的戰略目標如主要軍事設施、工廠和城市等進行打擊，一舉達到大幅削弱敵方的戰鬥能力，當然，戰略轟炸機也可用於戰術轟炸。
现代战略轰炸机的定义，根据1990年6月1日签署的苏美《第一阶段削减进攻性武器条约》，满足下述2种条件之一即被视为“战略轰炸机”：
1. 航程大于8000公里。对于空射导弹而言，航程是指标准设计模式下飞行至燃料耗尽条件下可以达到的最大地表弧长。对于弹道导弹而言，航程是发射点与再入器落点之间的飞行轨迹所投射在地表的弧长。对于飞机而言，航程是搭载7500公斤军械不进行空中加油最经济模式可以飞行的最大距离，着陆后内油低于燃料箱最大容量5%。
2. 搭载“长射程空射核战斗部巡航导弹”。其中，射程即上一条的空射导弹的航程，并达到600公里。

据此，8个系列轰炸机被称为战略轰炸机：
- 美國：B-52G/H、B-1B、B-2A與B-21(研發中)
- 俄羅斯：Tu-95系列、Tu-22M與Tu-160
- 中華人民共和國：轟-6與轟-20(研發中)

对于可搭载600公斤级核战斗部反舰导弹的Tu-16和Tu-22M3系列，停止使用并销毁核武装，不列为战略轰炸机。B-1B也根据条约拆解了AGM-86B导弹发射装置，不再列入战略轰炸机队伍。
如果轰炸机属于“战略轰炸机”，但解除了“长射程空射核巡航导弹”装备，则视为“改装型战略轰炸机”，即“具有与负责核打击任务的战略轰炸机基本设计相同的飞机”，如Tu-142。可在缔约国联合约定同意的前提下，在“战略轰炸机”特定军事基地距离大于310英里之外的基地驻扎。

## 世界各國主要战略轰炸机

### 第一次世界大战
- 伊利亞·穆羅梅茨，1914年1月26日首飞的双翼四发，世界上第一种重型轰炸机。
- 齐柏林飞船
- Gotha
- Handley Page V/1500

### 第二次世界大战

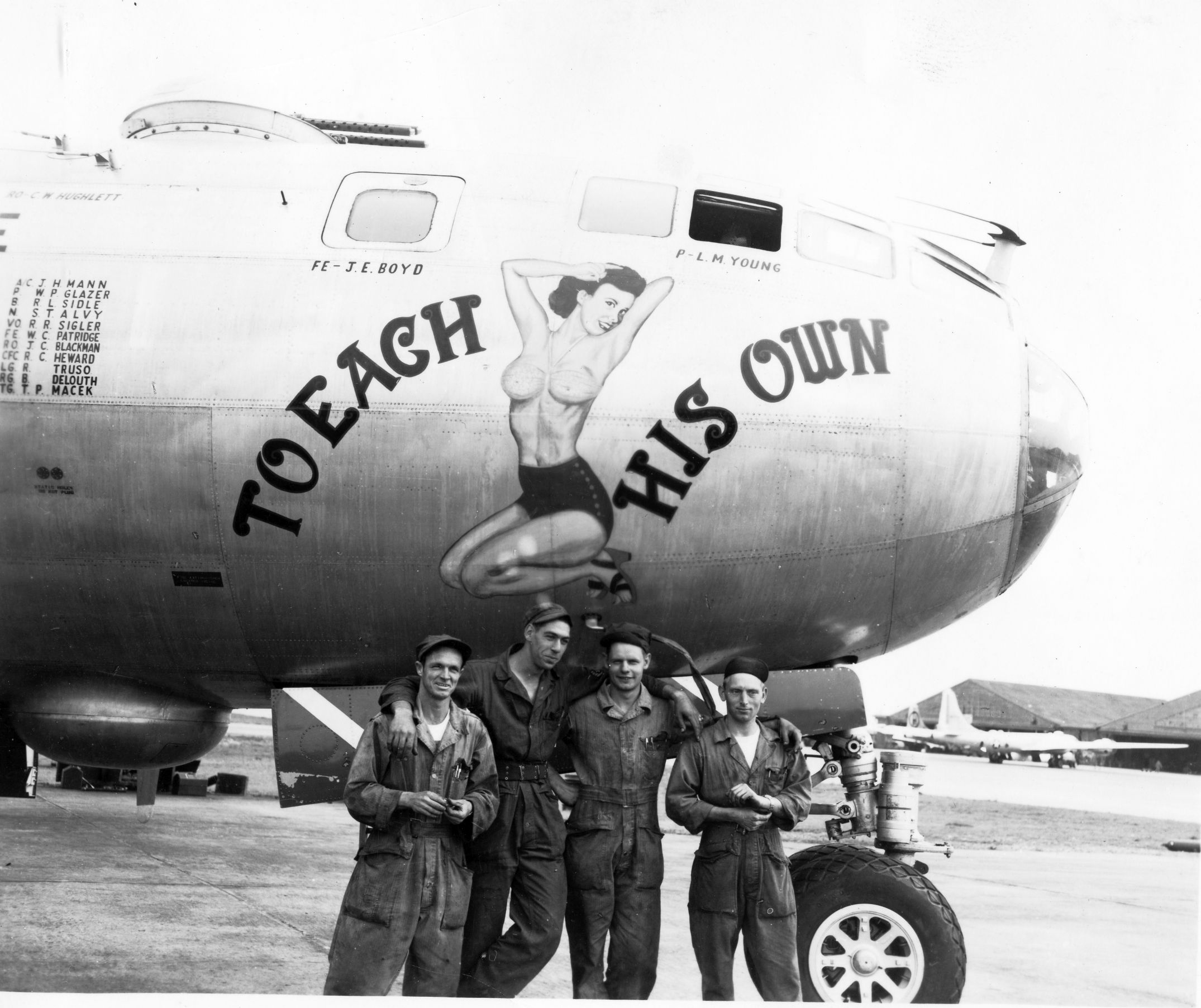
五位機員站在B-29經典的機首合照，背景為「To Each His Own」，類似的畫作同樣出現在許多美國二戰轟炸機機身上

- 蘭開斯特轟炸機
- 哈利法克斯轟炸機
- 斯特林轟炸機
- B-17飞行堡垒
- B-24解放者
- B-29超级堡垒
- XB-38
- XB-39 Superfortress
- XB-40
- F.222式轰炸机
- Il-4轟炸機
- pe-8轟炸機
- 烏拉轟炸機（Ural bomber）
- 連山轟炸機
- 深山轟炸機
- 富嶽轟炸機（計劃）
- 加里宁K-7

### 冷战時期

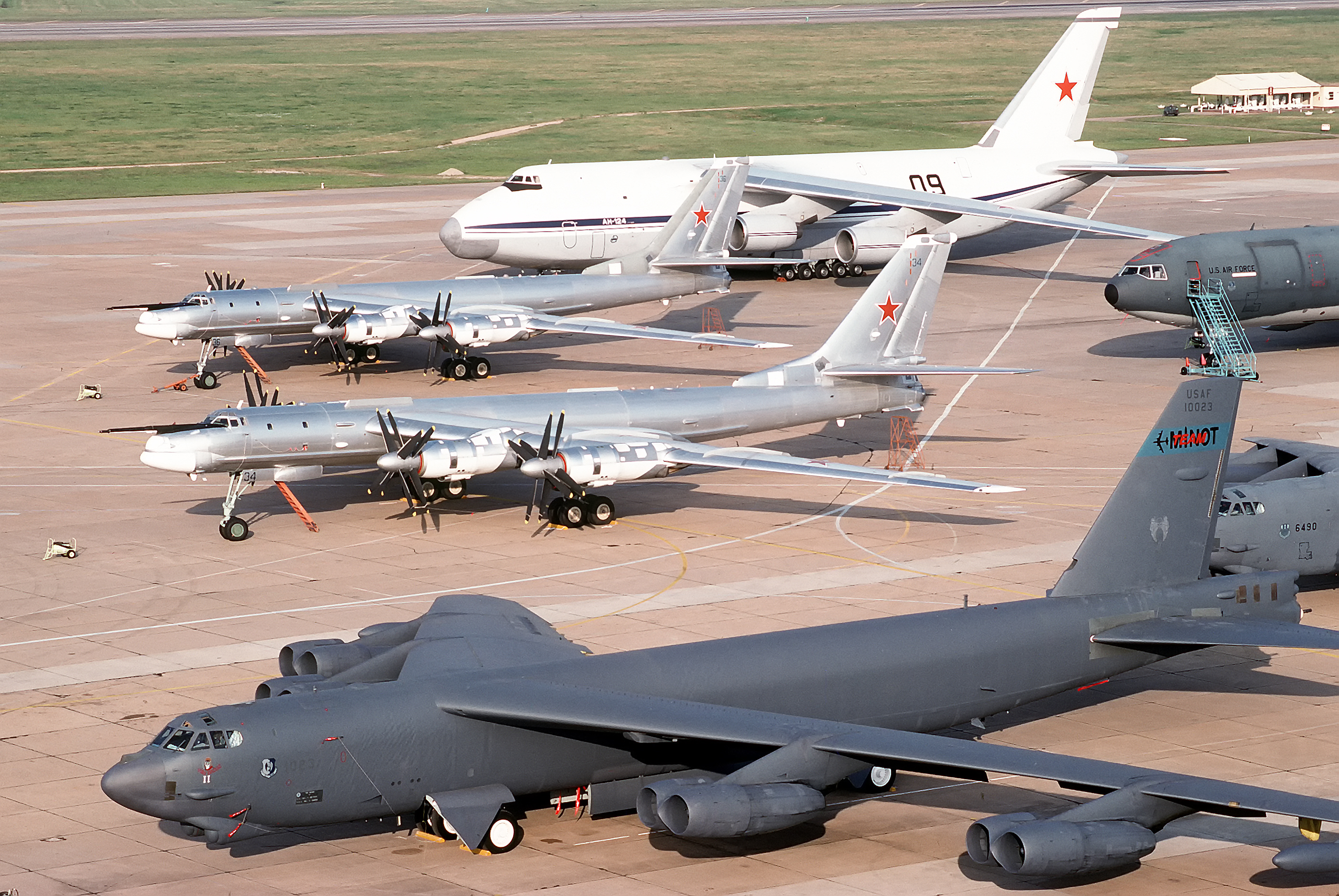
图-95МС与B-52

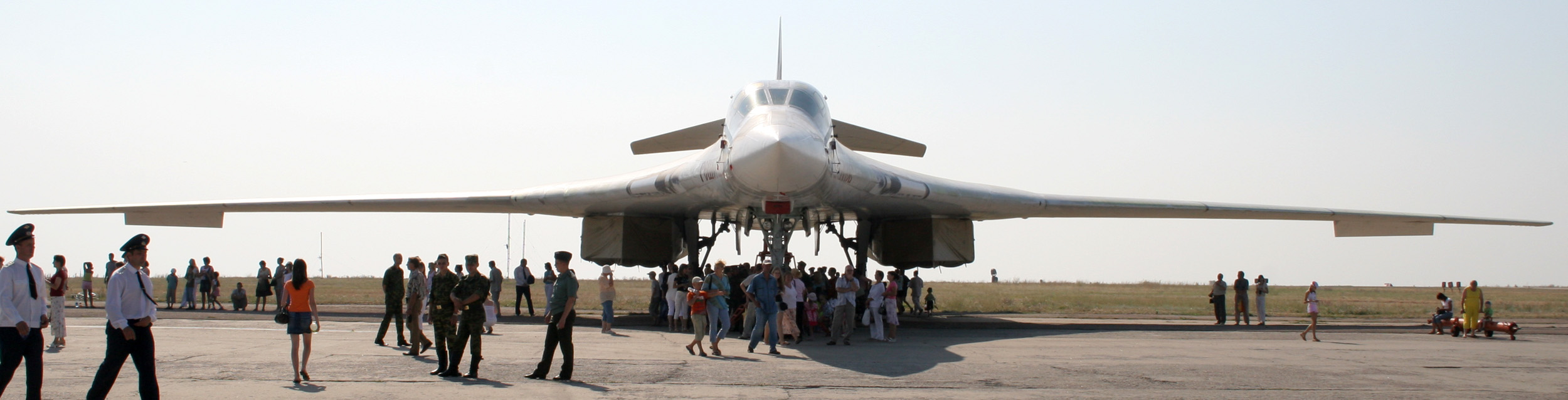
Tu-160的2號機

冷战中曾拥有战略轰炸机的国家不少，第三世界国家基本都是從蘇聯入口，例如中國、亚美尼亚、阿塞拜疆、白俄罗斯、乌克兰、格鲁吉亚、印度尼西亚、埃及、伊拉克的图-16以及印度的图-95。。

#### 美国
- B-36和平締造者
- B-47同温层喷气
- B-50超級堡壘轟炸機
- B-52同温层堡垒
- B-58盗贼
- XB-70女武神式轟炸機
- FB-111

#### 苏联
- Tu-4，B-29的苏联版
- 米亚-4
- Tu-16，它的出现标志着苏联进入了喷气战略轰炸机时代。[2]
- Tu-95
- Tu-22M
- Tu-160

#### 中国
- 图-4，引进自苏联，它是中国拥有的第一种战略轰炸机。[3]
- 轰-6

#### 英国
- Avro Lincoln
- Vickers Valiant
- Avro Vulcan
- 胜利者式轰炸机（数款中最后的胜利者式于1993年退役，从此英国无战略轰炸机。）

#### 法国
- 达索 幻影IV式轰炸机（1963年开始生产，1996年轰炸版本退役，2005年侦察版退役）

### 現代
隨著冷戰結束及蘇聯解體，國際地緣政治開始日趨穩定化，導致各國空軍對戰略轟炸機的需求越趨減少，大部分曾擁有戰略轟炸機的國家在最後一批舊機種退役後就放棄替換，導致現今只有中美俄三國擁有戰略轟炸機。

#### 美国
- B-2
- B-1
- B-52
- B-21（已面世）
- 2037（研發中）

#### 俄罗斯
- 圖-160[4]
- 圖-22M
- 圖-95
- PAK-DA（研發中）

#### 中国
- 轟-6
- 轟-20（研发中）